# James Hayes (Sekretär von Prinz Rupert)
Sir James Hayes (* 1637 in Beckington, Somerset; † 2. Februar 1694 in Bedgebury Park, Goudhurst, Kent) war ein englischer Politiker, Sekretär von Prinz Ruprecht von der Pfalz, Duke of Cumberland, und erster Vizegouverneur der Hudson’s Bay Company.

## Leben
Hayes entstammte einer Familie der Gentry und war der älteste Sohn von James Hayes, Gutsherr von Beckington in Somerset. Er besuchte die St. Paul’s School in London und studierte am Corpus Christi College der Universität Oxford, wo er sich 1649 immatrikulierte. Er wurde 1649 in Lincoln’s Inn aufgenommen und 1656 als Barrister zugelassen.
Er hatte das Amt des Recorders von Marlborough inne und wurde im Januar 1659 als Abgeordneter für Marlborough ins englische House of Commons gewählt und hatte dieses Mandat bis Mai 1659 inne. Im Mai 1663 war er Gründungsmitglied der Royal Society.
1664 heiratete er Rachel Hungerford († 1718), die Tochter des Unterhausabgeordneten Anthony Hungerford († 1657) und Witwe von Henry Cary, 4. Viscount Falkland (1634–1663), in Black Bourton, Bampton, Oxfordshire. Seine Gattin brachte ein Anwesen in Great Tew in Oxfordshire mit in die Ehe. Mit ihr hatte er mindestens zwei Kinder. Ihre Tochter Rachel Hayes († 1760) heiratete Lord David Hay (1656–1726), den Sohn des 1. Marquess of Tweeddale. Ihr Sohn James Hayes (1676–1731) war Unterhausabgeordneter für Winchelsea und heiratete 1709 Elizabeth Ashburnham, Tochter des 1. Baron Ashburnham.
Er sicherte sich den Posten als Sekretär von Prinz Rupert zu einer Zeit, als England und Frankreich um die Naturschätze des heutigen Kanada wetteiferten. Hayes stand hinter der Expedition von 1668, bei der zwei französische Pelzhändler, Pierre-Esprit Radisson und Médard des Groseilliers, finanziell unterstützt wurden, um einen dauerhaften britischen Handelsposten an der Küste der Hudson Bay zu errichten. Unter Hayes Führung wurde daraus im Mai 1672 die Hudson’s Bay Company mit den alleinigen Handelsrechten in einem riesigen Gebiet Nordamerikas. Erster Gouverneur der Company wurde Prinz Rupert und Hayes sein Stellvertreter. Er wurde auch Mitglied des Privy Council. Am 28. Juni 1670 wurde er zum Knight Bachelor geschlagen.
Im Jahr 1682 kaufte er von Thomas Culpeper Bedgebury Manor in Gouldhurst, Kent und baute Bedgebury House an einem neuen Standort innerhalb des Parks wieder auf.
Nach seinem Tod, 1694, ließ seine Witwe, die ihn um 26 Jahre überlebte, ihm ein Grabmonument in der St James’s Church in Westminster errichten.
Der Hayes River, der in die Hudson Bay mündet, wurde 1684 nach ihm benannt.